# 宮城新昌
宮城新昌（みやぎ しんしょう、1884年〈明治17年〉5月14日 - 1967年〈昭和42年〉8月15日）は日本の沖縄県出身の水産事業家。日米でカキの養殖法の開発と普及に貢献し、「垂下式養殖」を考案する。「日本のカキ王」、「世界のカキ王」、「カキ養殖の父」と呼ばれる。

## 略歴
1884年5月14日、日本国沖縄県国頭郡大宜味村根路銘で生まれる。1905年、国頭農学校を卒業後、1906年に渡米しカキの養殖に携わる。1911年、カナダのバンクーバーで魚類の卸売とカキの養殖を営む「ローヤル漁業会社（Royal Fish Company）」を月本二朗、前川真一郎、戸田彦太郎、稲福善太郎と共に創立する。1913年、予備調査のために日本に帰国し、神奈川県の水産講習所金沢養蠣場で伊谷以知二郎に師事する。1924年、「垂下式養殖」を考案し、1932年に「牡蛎育養器」として特許を取得する。
1979年、石巻市荻浜漁港に顕彰碑が建てられ、2010年5月21日に岸朝子のメッセージプレートが設置される。2011年3月11日の東日本大震災による津波で壊れ、2013年10月13日に荻浜支所跡地に再建される。また現在、根路銘の実家は「YUMBARU HOTELS - 根路銘01号室」の名で琉球古民家一棟貸しの宿として提供されており、宿泊可能である。

## 関連人物
- 尚道子（長女）
- 岸朝子（次女）